# Waldprechtsweier

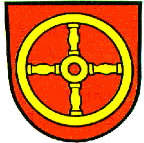
Wappen

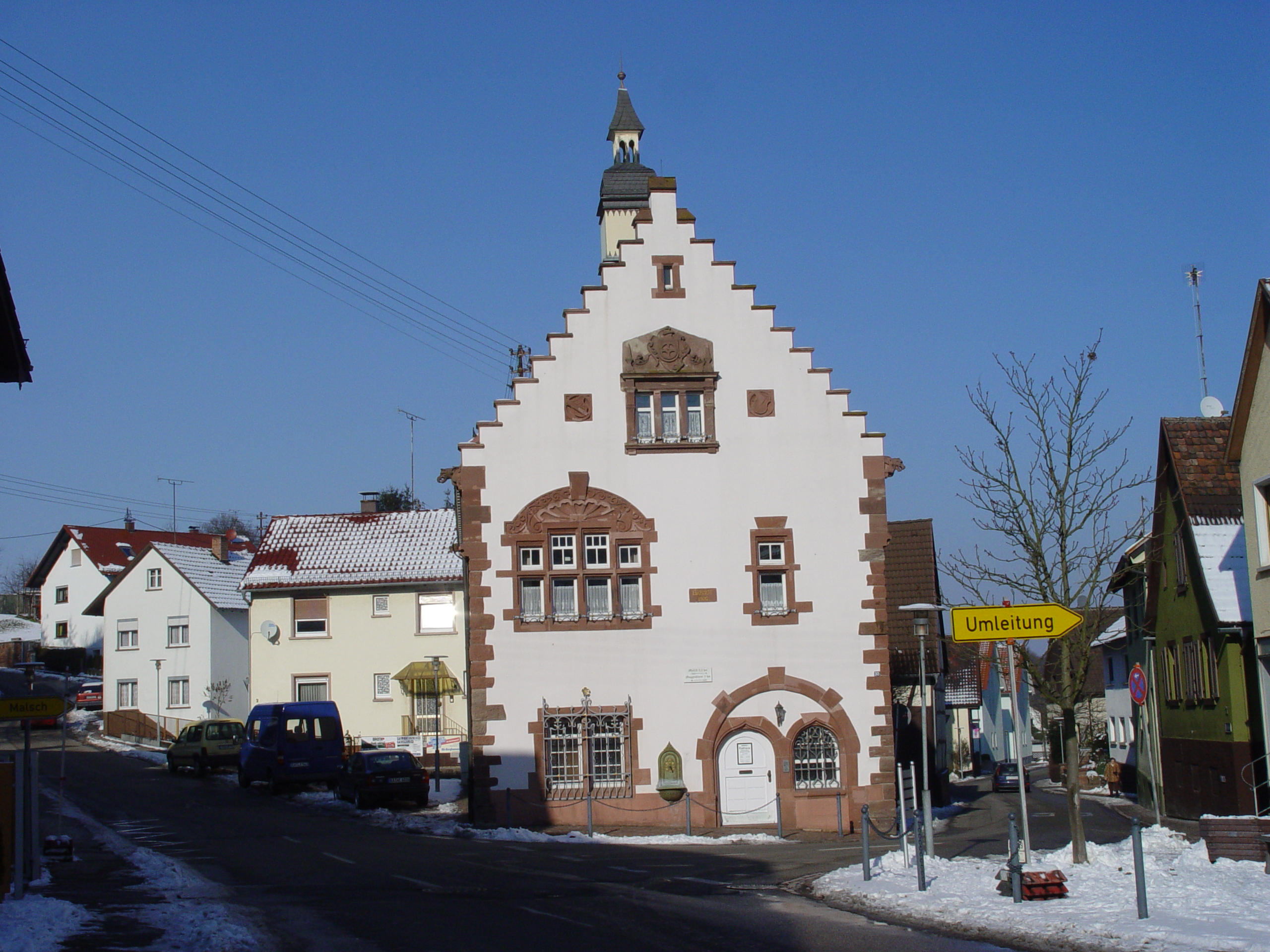
Rathaus

Waldprechtsweier ist seit dem 1. April 1972 ein Ortsteil der Gemeinde Malsch im Landkreis Karlsruhe in Baden-Württemberg.

## Geschichte
Der Name Waldprechtsweier geht auf einen Personennamen und das Suffix -wilari (= Weiler) zurück.

### Erste urkundliche Erwähnung
Ein Beleg aus der zweiten Hälfte des 11. Jahrhunderts anlässlich einer Stiftung des Abtes Samuel (regierte 1055 bis 1097) an sein Kloster Weißenburg wird teilweise für Waldprechtsweier in Anspruch genommen. Es sind zwei etwas voneinander abweichende Zeugnisse über diese Schenkung erhalten. Nach der im Nekrologium des Klosters Weißenburg enthaltenen Notiz von einer Hand des 12. Jahrhunderts handelte es sich um drei Hufen in „Bugchenesheim“, anderthalb Hufen in „Malsca“ und eine Hufe in „Adelbreddesuuilare“. Nach einem rund 200 Jahre jüngeren Text, dem Liber Possessionum des Abtes Edelin, waren es sechs Hufen, vier in „Bugenesheim“ und je eine in „Malsche“ und „Albrahteswilre“.
Allerdings enthält die ältere Bezeugung kein exaktes Jahr, in dem sich die Schenkung Samuels zugetragen hat. Das häufig genannte Jahr 1065 beruht auf dem jüngeren Liber Possessionum, der unter Historikern freilich als wenig verlässlich gilt.
Da der erstgenannte Text älter ist und detailliertere Angaben enthält, ist er textkritisch vorzuziehen. Ob freilich „Adelbreddesuuilare“ Waldprechtsweier oder das pfälzische Albersweiler meint, ist ungeklärt. Eine Erwähnung von Waldprechtsweier als „Walprehteswiler“ findet sich im Jahr 1271, als die Brüder Bertold, Egelof, Sigfrid und Andreas von Elchesheim einen Teil des Waldprechtsweierer Zehnten, den sie besaßen, an das Kloster Herrenalb verkauften.

### Weitere geschichtliche Entwicklung
Auf der Gemarkung befand sich die Burg Waldenfels, der Sitz der Grafen von Malsch. Diese wurde 1318 durch die badischen Markgrafen an das Kloster Herrenalb verkauft und ist bald danach verfallen. Das Dorf Waldprechtsweier blieb allerdings badisch und fiel bei der Teilung der Markgrafschaft im Jahr 1388 zwischen Bernhard I. und Rudolf VII. an Rudolf.
Die stets kleine Gemeinde konnte offenbar im frühen 18. Jahrhundert erstmals ein eigenes Gotteshaus errichten, denn 1727 ist von einer „erbawten Cappellen“ die Rede, die damals noch nicht geweiht war. 1766 bat die Gemeinde um Erlaubnis, „ihr kleines Capellein...welches zimlich ruinos undt ... zu klein, abzubrechen undt wider aufzubauen“. Tatsächlich wurde dann 1769 eine neue, dem Hl. Michael geweihte Kirche gebaut, die 1930 durch die heutige Kirche ersetzt wurde.
Waldprechtsweier hatte im Jahr 1683 nur 11 Familien und gehörte zum Amt Kuppenheim, später zum Landkreis Rastatt. Am 1. April 1972 verlor der Ort mit der Eingemeindung nach Malsch seine Selbständigkeit und gehört seitdem zum Landkreis Karlsruhe.
Erwähnenswert ist die Schlacht bei Malsch, die im Rahmen des Ersten Koalitionskrieges 1796 hier stattfand.
Am 2. November 1982 befuhr ein Konvoi aus vier Pershing-Raketen-Schleppern versehentlich die stark abschüssige Kreisstraße von Freiolsheim, worauf drei der Fahrzeuge wegen Versagens der Bremsen außer Kontrolle gerieten. Eines der Fahrzeuge überrollte einen entgegenkommenden Pkw. Der Fahrer des Pkw wurde getötet. Aufgrund der Explosionsgefahr wurde der Ort während der Bergung für rund zwölf Stunden evakuiert.

## Kultur und Sehenswürdigkeiten
Durch die Gemeinde fließt der Waldprechtsbach.

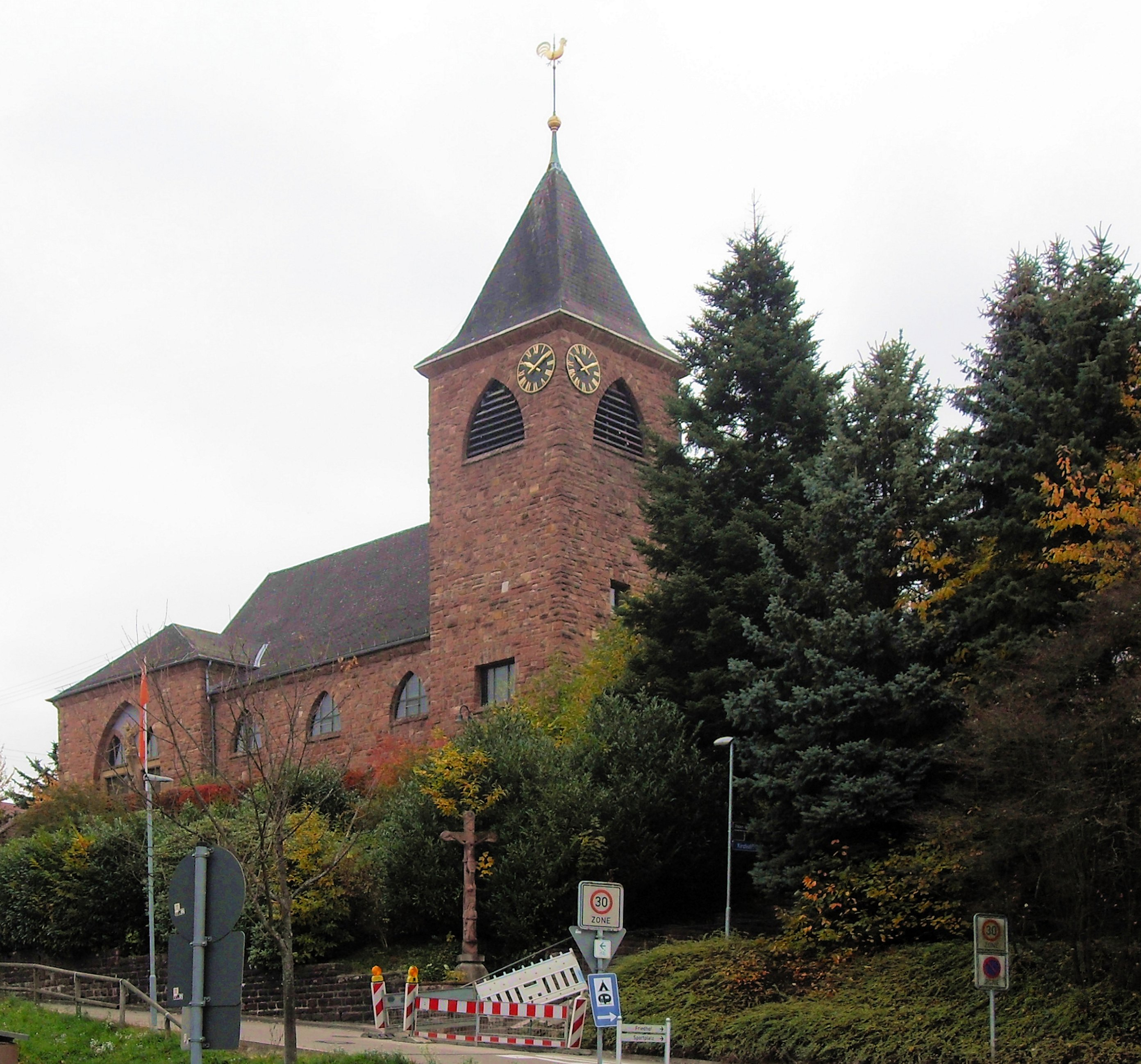
Kirche St. Michael

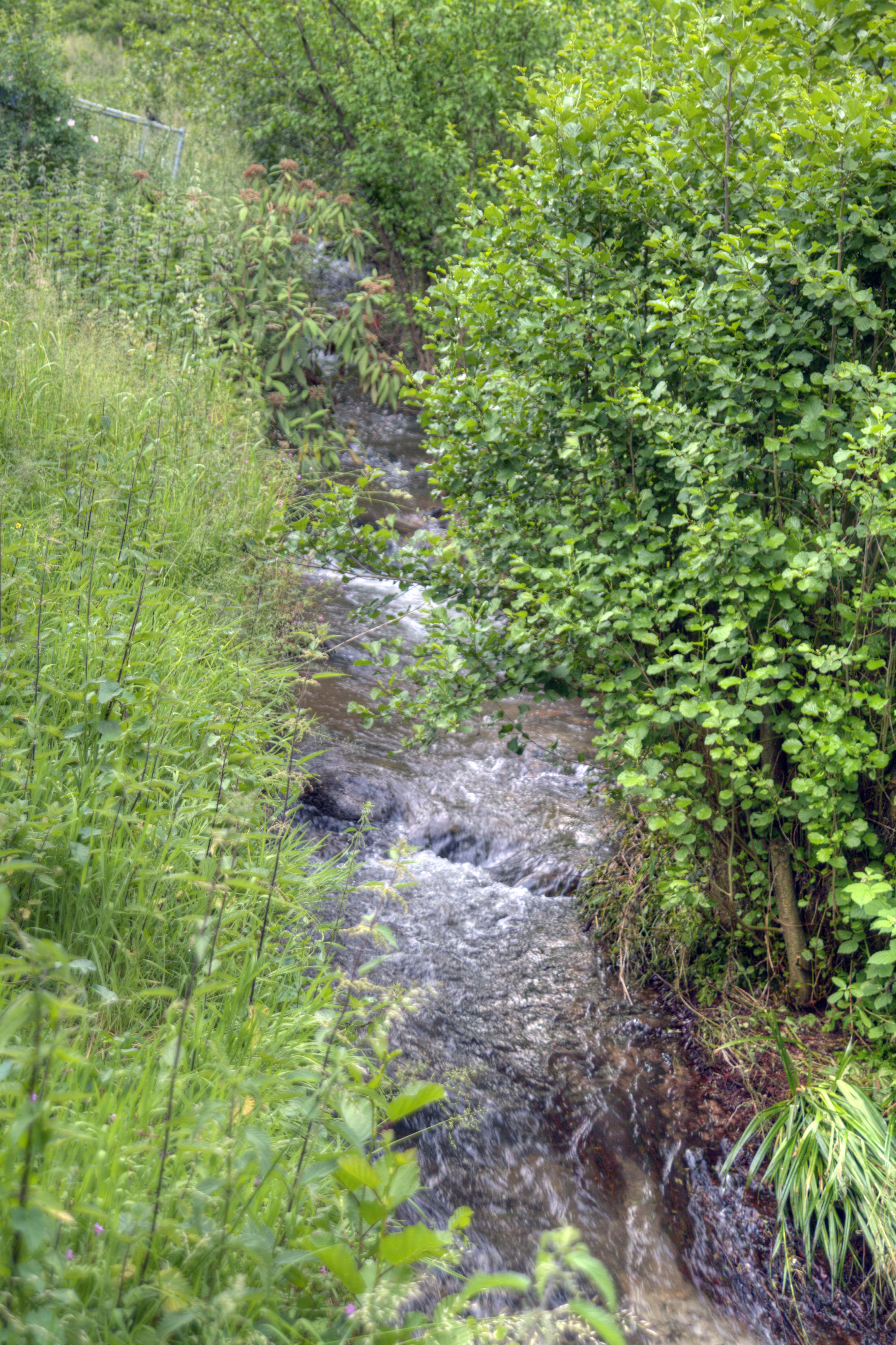
Waldprechtsbach

2003/04 wurde eine neue Mehrzweckhalle in der Talstraße erbaut.

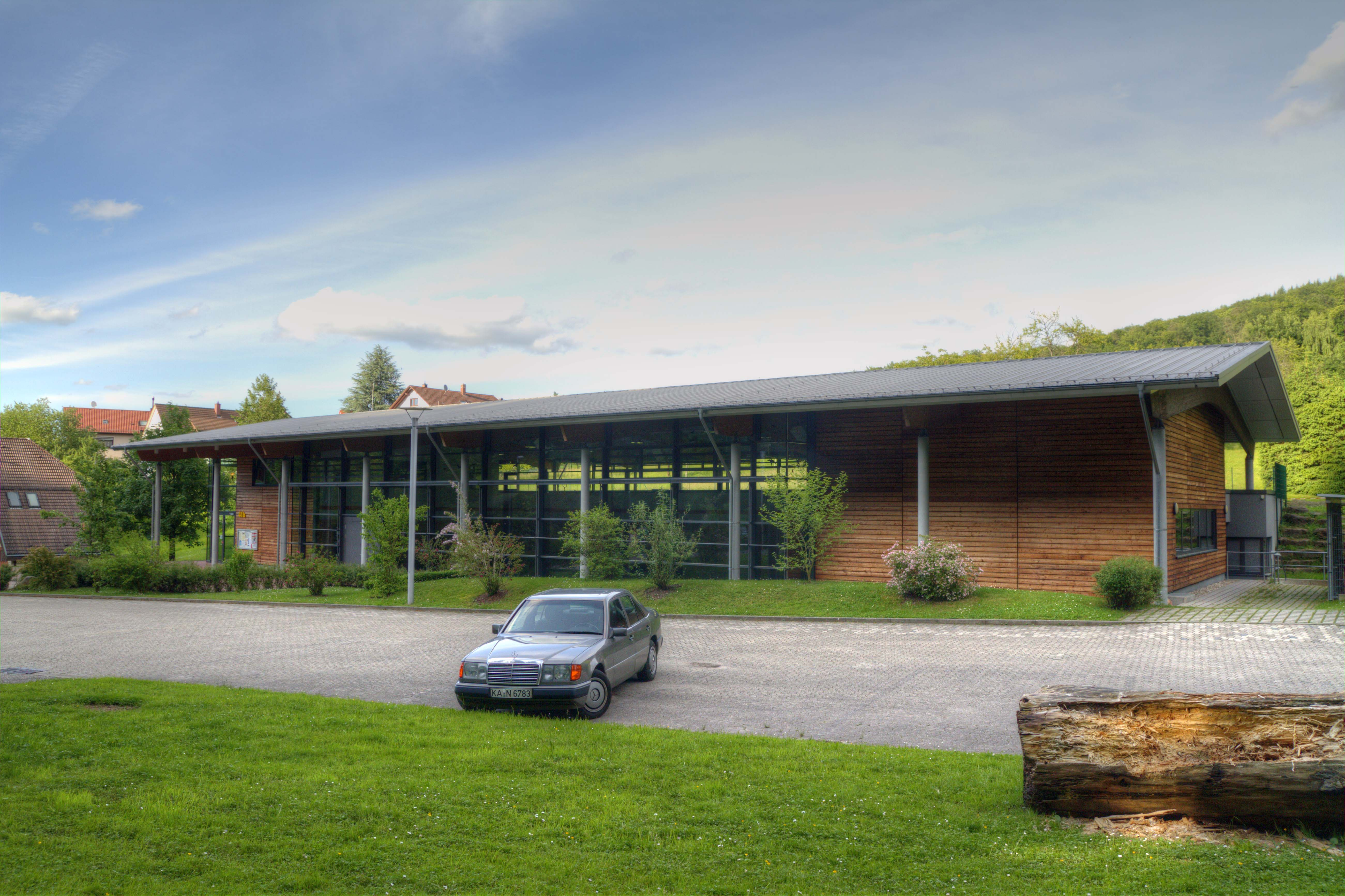
Mehrzweckhalle

## Persönlichkeiten
Aus Waldprechtsweier stammt der Politiker Gustav Trunk (1871–1936), der 1920–1921, 1925–1926 und 1927 badischer Staatspräsident war.